# Benedikte Hansen
Benedikte Hansen (Gentofte, 24 september 1958) is een Deense actrice. 

## Loopbaan
Ze volgde een opleiding aan de Statens Teaterskole in Kopenhagen.
In Nederland en België is zij vooral bekend vanwege twee rollen in televisieseries, beide als journaliste: Trine Dalgaard in Rejseholdet en Hanne Holm in Borgen. In 2013 speelde Hansen haar eerste grote Engelstalige rol als barones in de tv-film The Lady Vanishes van de BBC.
Tot de stukken waarin Benedikte Hansen sinds de jaren tachtig in het theater gespeeld heeft, behoren vele van Shakespeare, zoals De koopman van Venetië, Richard III, Antonius en Cleopatra en Een Midzomernachtdroom, en verder Don Carlos van Schiller, Rouw past Elektra van O'Neill, Kjartan og Gudrun van Adam Oehlenschläger, Ankomst. Afsked van Jens Albinus en de musical My Fair Lady. In 2016 ontving zij de Reumert (toneelprijs) voor beste vrouwelijke hoofdrol in Tørst van Abelone Koppel.

## Filmografie

### Televisie
- To som elsker hinanden (1988)
- Gøngehøvdingen (1992)
- Bryggeren (1996-1997)
- Rejseholdet (Unit One) (2000-2004)
- Forestillinger (2007)
- Album (2008)
- Forbrydelsen (The Killing II) (2009)
- Borgen (2010-2013)
- The Lady Vanishes (2013)
- Tvillingerne og Julemanden (2013)
- Badehotellet (2013-2018)
- Sygeplejeskolen (2018)
- Theo & Den Magiske Talisman (2018)

### Film
- Walter og Carlo - op på fars hat (1985)
- Baby Doll (1988)
- Menneskedyret (1995)
- Tøsepiger (1996)
- En kort en lang (2001)
- Forbrydelser (2004)
- Allegro (2005)
- Daisy Diamond (2007)
- De Vilde Svaner (2009)
- Smukke mennesker (2010)
- Comeback (2015)

- Library of Congress Control Number: no2014008685
- Virtual International Authority File: 308181068
- WorldCat: E39PBJpjghG6PD6p7DW7GR7bVC